# كريس كول (لاعب كرة قدم أمريكية)
كريس كول (بالإنجليزية: Chris Cole)‏ هو لاعب كرة قدم أمريكية أمريكي، ولد في 12 أكتوبر 1977 في أورانج في الولايات المتحدة.

## وصلات خارجية
- كريس كول على موقع مرجع كرة القدم المحترفة.كوم (الإنجليزية)